# 운게니구
운게니구(루마니아어: Ungheni)는 몰도바 중부에 위치한 구로 행정 중심지는 운게니이며 면적은 1,083km2, 인구는 117,400명(2011년 기준)이다. 서쪽으로는 프루트강을 경계로 루마니아와 국경을 접하며 북쪽으로는 펄레슈티 구와 슨제레이 구, 동쪽으로는 텔레네슈티 구와 컬러라시 구, 남동쪽으로는 니스포레니 구와 접한다.